# Доронина-Ласмане, Лидия
Лидия Доронина-Ласмане (лат. Lidija Doroņina-Lasmane) — латышская диссидентка, участница антисоветского сопротивления. Кандидат на Нобелевскую премию мира 2018 года.

## Биография
Впервые Ласмане была арестована в 1946 году за «преступные связи с бандой и её поддержку» — она помогала укрывать боровшихся с советской властью «лесных братьев». В апреле 1947 года военный трибунал приговорил её к 5 годам лишения свободы, 3 годам поражения в правах и конфискации имущества. Своё наказание отбывала в Востураллаге в Свердловской области. После освобождения в 1951 году была направлена на вечное поселение в Воркуту, где познакомилась и впоследствии вышла замуж за Михаила Доронина. После смерти Сталина вернулась в Латвию, где жила у своего двоюродного брата в Межапарксе.
3 августа 1970 года была вновь арестована за «распространение заведомо ложных измышлений, в которых дискредитируются советское государство и общественный строй». Верховный суд Латвийской ССР осудил её на два года лишения свободы.
В третий раз арестовывалась в 1983 году. 